# マリーナ・オフシャンニコワ
マリーナ・オフシャンニコワ（ロシア語: Мари́на Влади́мировна Овся́нникова、1978年6月19日 - ）は、ロシアのジャーナリスト。オデッサ出身。現在はフリーランスとしてドイツのメディア大手アクセル・シュプリンガーにて記者として働いている。かつてはロシア第1チャンネルのテレビプロデューサーであったが、2022年、同局のテレビニュースに乱入し、ロシアのウクライナ侵攻への反対を訴えた事で世界的に報道された。

## 生い立ち及び経歴
ソビエト連邦時代の1978年6月19日、ウクライナ人の父親とロシア人の母親との間にウクライナ・ソビエト社会主義共和国オデッサで生まれた。
父親はオフシャンニコワが生後5か月のときに死去し、科学技術者の母親に育てられた。7歳から12歳までチェチェンのグロズヌイに住んでいたが、1991年のソビエト連邦の崩壊直前、チェチェンはソ連からの独立を宣言。当時40歳を越えた母親と、アパートの破壊・全ての財産の喪失・ゼロからの人生の始まりを経験したことがトラウマであるという。グロズヌイを逃れ、ロシアのクラスノダール地方に住んでいたときに母親が地元ラジオに出演することになったのが、ジャーナリズムとの出会いとなった。
1997年、クバン州立大学（KubGU）のジャーナリズム学部に入学。同時に全ロシア国営テレビ・ラジオ放送会社でローカルニュース「クバンデー」に出演するようになった。クラスノダール地方で5年間テレビレポーター・司会者として働いているときに、ニュースサイトYuga.ruにおいてサッカーに関するインタビューを受けている。
2001年から2005年までロシア連邦大統領府国家経済行政学院（RANEPA）に学んだ後、ロシア第1チャンネルに移籍。報道局国際部で、海外の政治家、実業家、文化人、一般人の生の声をロシア語に翻訳したり、ビデオレビューを作成したりする編集の仕事をしていたという。

## 反戦活動
2022年3月14日、ロシア第1チャンネルの夜のニュース番組『ヴレーミャ』において、ロシアのウクライナ侵攻についての生放送が数百万人に視聴されているさ中、オブシャニコワはポスターを持ってニュースキャスターのエカテリーナ・アンドレワの後方に現れた。ポスターには英語とロシア語混じりで以下の通り記されていた。
No War
Остановите войну, не верьте пропаганде, здесь вам врут.
Russians against war
（戦争反対。
戦争をやめて。プロパガンダを信じないで。あなたはだまされている。
戦争に反対するロシア人たちより）
放送は中断された。この回のアーカイブはインターネットからはダウンロードできないが、これはロシア第1放送としては異例のことである。

### 事前に録画されたメッセージ
オフシャンニコワは事前に録画したメッセージをメッセンジャーアプリ「Telegram」に投稿していた。「クレムリンのプロパガンダのために働くのが恥ずかしくなった」という内容だった。
ウクライナでいま起こっているのは犯罪。ロシアは侵略国家で、その責任はたった一人の人間の良心の問題ともいえる。ウラジーミル・プーチンの。私の父はウクライナ人で、私の母はロシア人。これまで敵同士であったことはない。いま私のつけているネックレスは、ロシアがただちに兄弟同士で争う戦争をやめるべきだという現実の象徴で、兄と弟はいまからでもやりなおせると思う。この数年間、私がクレムリンのプロパガンダに手を貸しながらチャンネル1で働いたことは辛いことで、恥だとも思っている。何が恥ずかしいかと言えば、テレビから嘘が流れるのを放っておいたこと。職場の人間がロシア人をゾンビにするのを放置してきたことが恥ずかしい。2014年に全てが始まって、それから私たちは沈黙していた。クレムリンがナヴァリヌィを毒殺しようとしたときにも私たちは抗議しなかった。私たちはこの非人道的な政府を職場で息をひそめてみているだけだった。そしていま、世界が私たちに背中を向けている。いまから数えて第10番目の世代にいたってもこの同胞殺しの戦争の傷は忘れられないと思う。私たちロシア人は考え続ける知的な人間。この狂気をくいとめるのは私たちの力しかない。抗議活動をしよう。何も恐れることはない。私たちを一人残らず拘束することなどできるはずがない
オフシャンニコワは番組の生放送中に反戦活動を行った初めてのロシア人ジャーナリストである（ただしそれ以前にウクライナ侵攻に抗議してロシア・トゥデイを去ったジャーナリストは20人におよぶ）。

## 反応
オフシャンニコワは、新たに制定されたメディア規制法と、ロシア政府が「特別軍事作戦」と呼称するウクライナでの軍事行動に関する検閲の結果として警察に身柄を拘束された。ロシア政府のスポークスマンであるドミトリー・ペスコフは、オフシャンニコワの抗議をフーリガンに例えて非難した。
オフシャンニコワが乱入した瞬間の動画は、Facebook、Twitter、Telegramなどの様々なソーシャルメディアで拡散され、国際的な注目を浴びた。
3月15日、ウクライナのゼレンスキー大統領は新たに公開した動画のなかでオフシャンニコワに感謝の言葉を述べている。アメリカの上院議員バーニー・サンダースも、たいへんな勇気を示したと彼女を賞賛した。

## 事件後
オフシャンニコワは逮捕され、首都モスクワのオスタンキノ警察署に連行された。オフシャンニコワの弁護士は面会もできないどころか12時間以上も彼女の行方がわからない状態が続き、放送の翌朝以降も所在地はわかっていなかった。
2022年3月15日の朝、Twitter上でオフシャンニコワと同名のアカウントから、彼女は何も後悔しておらず、現在は自宅で軟禁状態であるという内容のツイートが投稿された。さらに「それでもあなたの支持が必要 #StopTheWar」というツイートが投稿されたが、結局このアカウントはその日の正午までに削除された。同日、モスクワの裁判所は、無許可の抗議活動を行ったとしてオフシャンニコワに3万ロシア・ルーブルの罰金を科し、釈放した。釈放後、オフシャニコワは記者団に「2日間、文字通り眠らずに過ごした。大変疲れている」と語った。17日、オフシャンニコワはロシア第1チャンネルに辞表を提出したことを明らかにした。フランスのエマニュエル・マクロン大統領が亡命受け入れの用意があると表明したが、ロシアにとどまる意向を表明。4月11日にはドイツのメディア大手アクセル・シュプリンガーにて、記者としてロシアやウクライナからの報道を担当することが明らかとなった。
同年5月27日から、アクセル・シュプリンガーの招待で、ウクライナを訪問。同月31日、オフシャンニコワが6月1日に記者会見を行うことが報じられた。しかしその発表後、ウクライナのNGO「Detector Media(直訳：メディア探知機)」の編集長ナタリア・リガチョワは「ウクライナ市民・ジャーナリストにとって、現状では不適切で受け入れられない」と述べ、記者会見を報道しないよう促した。結果、記者会見はキャンセル。6月3日から5日までにFacebookでウクライナへの旅行に関する投稿を行ったが、それに対し感謝するコメントは一部で、「チャンネル1で長年働いていた」オフシャンニコワに対してネガティブなコメントが多くを占めた。
Slidstvo.Infoのジャーナリストであるドミトリー・リプライヤンチュクは「オフチャンニコワの訪問は、ロシアの治安機関がウクライナの中心部で実行している計画的な情報と心理的な特別作戦」であると述べた。ウクライナ国家安全保障・国防会議傘下の偽情報対策センターはオフシャンニコワを「影響力のエージェント」と呼び、「西側にとって有利な反体制派のイメージを得た彼女は、西側の聴衆にロシアへの制裁解除の必要性に関する物語を広めるというタスクに取り組み始めた」と述べ、「オフシャンニコワは、ロシア恐怖症の容認不可とプーチン大統領の行動に対するロシア人の連帯責任の欠如に関するテーゼの宣伝にも『かなり成功』している」と付け加えた。
この反応への恐怖から、インタビューを提案したウクライナ内務省長官顧問のアントン・ゲラシチェンコとの会談を断ったため、ミロトヴォレツに入力されたとオフシャンニコワは主張している。最終的に、アクセル・シュプリンガーはオフシャンニコワを避難させた。
未成年の娘の親権を渡すよう元夫が訴訟を起こしたことから、同年7月にロシアに帰国。同月中にクレムリンの対岸にて一人で反戦デモを実施し逮捕され、下旬に有罪判決が言い渡された。8月8日、ロシアで禁止されているFacebookに投稿し「ロシア軍の信用を傷つけた」として、罰金刑を言い渡された。同月10日、「ロシア軍に関する虚偽の情報を広めた」容疑で家宅捜索を受け、ロシア連邦捜査委員会はオフシャンニコワを連行して身柄を拘束。10月9日まで自宅軟禁下に置かれる決定が下された。しかし10月1日までに娘を連れて自宅から脱出したため、内務省はオフシャンニコワを指名手配した。その後、オフシャンニコワは同月5日にTelegramに動画を投稿して脱出したことを認め、自らの無実とウラジーミル・プーチン大統領を裁判にかけるべきと訴えた。同月17日、オフシャンニコワが国外脱出した事実を弁護士が認め、娘とともにヨーロッパに滞在していることを明かした。2023年2月10日、フランスのパリで記者会見し、国際ジャーナリスト組織「国境なき記者団」の支援を受けてロシアから密出国し、同国に亡命したことを明らかにした。
2023年10月4日、モスクワの地方裁判所はオフシャンニコワ本人不在の中で刑事裁判を行い、ロシア軍に関する虚偽の情報を拡散した罪でオフシャンニコワに8年6か月の懲役刑を下した。同月、自宅のドアに粉末が付着してるのを見つけたオフシャンニコワはその後に体調を崩した。毒物中毒の可能性があるとして、フランス検察当局は捜査を開始している。
こうした体験を著書『2022年のモスクワで、反戦を訴える』に記し、日本語訳が2024年に講談社から刊行されている。

## 私生活
オフシャンニコワはノーヴァヤ・モスクワに2人の子供と暮らしていた。元夫はロシア・トゥデイのTVディレクターである。